# مايك هايندمان
مايك هايندمان هو لاعب هوكي الجليد كندي، ولد في 8 ديسمبر 1945 في مدينة كيبك في كندا.

## وصلات خارجية
- مايك هايندمان على موقع EliteProspects.com (الإنجليزية)
- مايك هايندمان على موقع HockeyDB.com (الإنجليزية)